# 中村芝翫
中村 芝翫（なかむら しかん）は、歌舞伎役者の名跡。定紋は祇園守（成駒屋祇園守）、替紋は裏梅。屋号は初代と二代目が加賀屋、三代目以降が成駒屋。

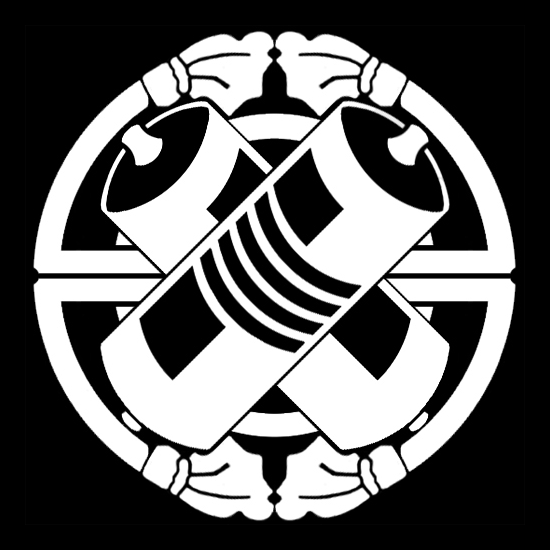
成駒屋祇園守

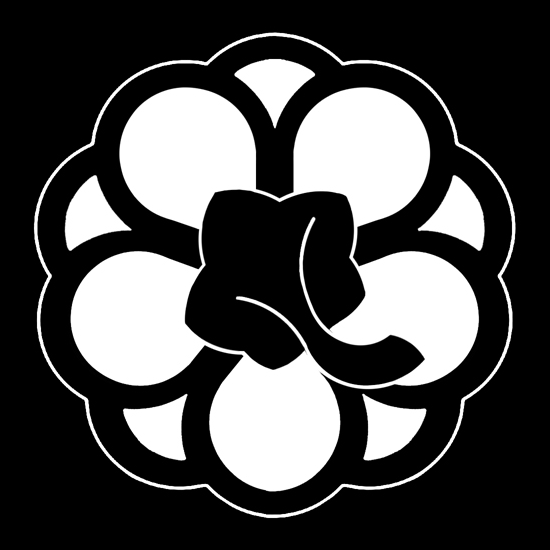
成駒屋裏梅

## 概要
「芝翫」は三代目中村歌右衛門の俳名に由来する。三代目歌右衛門は文化15 - 16年 (1818年 - 1819年) の短い期間これを名跡として名乗っていた。
五代目や六代目の様に歌右衛門の前名として襲名する事が多かったが、三代目や四代目の様に終生この名で通す事もあり、七代目は叔父の六代目歌右衛門と年の差が無かったので七代目は「歌右衛門」を襲名せず彼も終生この名で通し人間国宝となった。七代目没後、七代目の遺言により七代目の長男が「歌右衛門」を襲名する事となったものの2013年に七代目の長男が病に倒れたため、2024年現在は「七代目歌右衛門」襲名自体が棚上げとなっている。
さて七代目没後空名跡となった「芝翫」は七代目の遺言により七代目の死から5年後の2016年に七代目の次男・三代目中村橋之助が「八代目中村芝翫」を襲名した。これにより「芝翫」は独立した名跡となった。

## 歴代
- 初代 中村芝翫
  - 初代中村歌右衛門の子、1778年 - 1838年。狂言作者として金澤龍玉。
  - 初代加賀屋福之助 → 三代目中村歌右衛門 → 初代中村芝翫 → 三代目中村歌右衛門 → 中村玉助（隠居名）
- 二代目 中村芝翫
  - 初代の門弟で後に養子、1798年 - 1852年。
  - 藤間亀三郎 → 中村藤太郎 → 初代中村鶴助 → 二代目中村芝翫 → 四代目中村歌右衛門
- 三代目 中村芝翫
  - 三代目 中村歌右衛門の門弟から養子、1810年 - 1847年。実父は二代目中村歌右衛門の子・二代目中村東蔵
  - 中村西蔵 → 中村才蔵 → 二代目中村鶴助 → 三代目中村芝翫
- 四代目 中村芝翫
  - 二代目の養子、1831年 - 1899年。実父は大坂の役者・中村富四郎。俗に「大芝翫」。
  - 初代中村玉太郎 → 初代中村政之助 → 初代中村駒三郎 → 初代中村福助 → 四代目中村芝翫
- 五代目 中村芝翫
  - 四代目の門弟で後に養子、1866年 - 1940年。実父は幕府金座役人。
  - 初代中村兒太郎 → 成駒屋四代目中村福助 → 五代目中村芝翫 → 五代目中村歌右衛門
- 六代目 中村芝翫
  - 五代目の次男、成駒屋五代目中村福助の弟、1917年 - 2001年。戦後を代表する立女形。人間国宝。
  - 三代目中村兒太郎 → 六代目中村福助 → 六代目中村芝翫 → 六代目中村歌右衛門
- 七代目 中村芝翫
  - 成駒屋五代目中村福助の子で五代目の孫、六代目の甥、1928年 - 2011年。人間国宝。
  - 四代目中村兒太郎 → 七代目中村福助 → 七代目中村芝翫
- 八代目 中村芝翫
  - 七代目の次男、1965年 - 。四代目以来となる立役の芝翫。
  - 中村幸二 → 三代目中村橋之助 → 八代目中村芝翫